# L'ombra del faraone
L'ombra del faraone è un romanzo thriller di Robin Cook del 1979.
Terzo romanzo di Cook, è uno dei pochi a non essere incentrati sulla medicina.

## Trama
La giovane egittologa statunitense Erica Baron, giunge in Egitto per visitare il paese e decifrarne il complicato linguaggio geroglifico.
Un giorno, presso la bottega dell'anziano Abdu-Hamdi, la donna ha modo di vedere una meravigliosa statua d'oro raffigurante il faraone Seti I. Poco dopo l'anziano uomo viene barbaramente ucciso e la statua rubata.
Messasi sulle tracce della statua, Erica si ritrova coinvolta in una serie di delitti...

## Trasposizione cinematografica
Nel 1981 dal romanzo è stato tratto il film Sfinge, diretto da Franklin J. Schaffner ed interpretato da Lesley-Anne Down e Frank Langella.

## Edizioni
- Robin Cook, L'ombra del faraone, Collana Narrativa Sonzogno, Sonzogno, 1980,  p. 254.
- Robin Cook, L'ombra del faraone, Euroclub, 1981,  p. 254.
- Robin Cook, L'ombra del faraone, Club degli Editori, 1981,  p. 254.
- Robin Cook, L'ombra del faraone, Collana La Biblioteca del Brivido, Fratelli Fabbri Editori, 1995,  p. 254.
- Robin Cook, L'ombra del faraone, Collana I grandi tascabili, Bompiani, 2002,  p. 252.